# Peleliu (eiland)

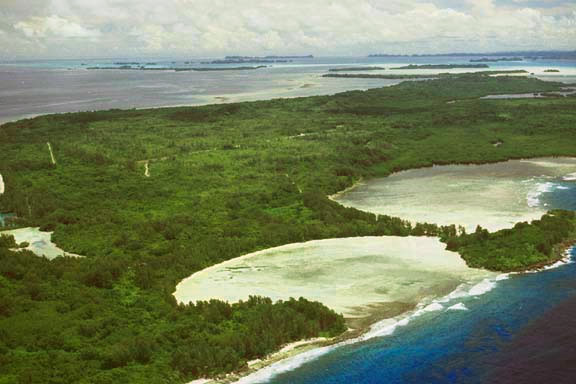
Peleliu

Peleliu of Beliliou is een eiland dat tot Palau behoort, ten zuidwesten van het eiland Koror gelegen. Het eiland is het hoofdeiland van de staat Peleliu.
De meeste inwoners wonen in de 'hoofdstad' Kloulklubed aan de noordkust van het eiland Peleliu. Er zijn nog drie andere dorpen: Imelechol in het noordoosten, Ongeuidel in het noorden en Lademisang in het zuiden.
Peleliu was het toneel van de Slag om Peleliu in de Tweede Wereldoorlog en is een herdenkingsplaats voor zowel Japanse als Amerikaanse veteranen. Op 15 september 1944 landden Amerikaanse marine-eenheden op Morotai en Peleliu. Zij wilden daar vliegbases aanleggen en gebruiken voor de verovering van de Filipijnen. Veel soldaten stierven bij deze slag op de stranden en in de zogenaamde Japanse grotten van Peleliu. Veel militaire objecten uit die tijd, waaronder de landingsbaan, bestaan nog. Vlak voor de kust zijn scheepswrakken te vinden.

## Trivia
- De Slag op Peleliu is nagebootst in de game Call of Duty: World at War.
- Drie afleveringen van de miniserie The Pacific zijn gewijd aan de Slag om Peleliu.